# Sekira
 Sekíra je staro in široko razširjeno ročno orodje, ki se že več tisočletij uporablja za oblikovanje in razsekavanje lesa, podiranje dreves, kot orožje in kot obredni ali heraldični simbol. Sekire imajo različne oblike, odvisno od namena uporabe, vendar jo v splošnem sestavljata toporišče (tudi ratišče) - držalo in nanj nasajeno rezilo v obliki zagozde. 
Najzgodnejši primerki sekir imajo kamnita rezila z nasajenimi lesenimi toporišči na način, ki je odgovarjal tedanjim gradivom in uporabi orodja. Kasneje - v bakreni, bronasti in železni dobi - so se pojavila rezila iz teh kovin.
Večina sodobnih sekir ima jeklena rezila in lesena toporišča, vendar se v zadnjem času pojavljajo tudi držala iz plastike ali fiberglasa. Današnje sekire so z velikostjo in obliko prilagojene uporabi.